# Luis Núñez del Prado
Luis Nuñez del Prado (siglo XIX) fue un arquitecto y urbanista boliviano.

## Obra
La obra de diseño arquitectónico y urbano más conocida de Núñez del Prado es el Cementerio General de Sucre, declarado el Primer Cementerio Patrimonial de Bolivia el 1 de noviembre de 2004 por Unesco.